# Azure Ray (album)
Azure Ray è l'album in studio eponimo di debutto del duo americano Azure Ray, composto da Maria Taylor e Orenda Fink. È stato originariamente pubblicato il 16 gennaio 2001 da Warm Electronic Recordings.
Dopo che la loro band precedente si sciolse, Taylor e Fink si trasferirono ad Athens, in Georgia, dove formarono Azure Ray. Firmarono a per la WARM e registrarono l'omonimo disco con Eric Bachmann (Crooked Fingers e Archers of Loaf). Pitchfork ha elogiato il debutto del duo, dandogli un 7 su 10, definendo il loro debutto "sentimentale ma bellissime canzoni pop sapientemente realizzate." La canzone Sleep è stata successivamente pubblicata nel film candidato al premio Oscar 2006, Il diavolo veste Prada con Anne Hathaway. Il DJ Paul Kalkbrenner ha campionato Rise nella sua canzone di successo del 2008 Azure. Nel 2015, Taylor Swift ha inserito Sleep in una "playlist breakup" di 6 canzoni creata per un fan tramite il suo sito ufficiale Tumblr. Nel 2018, è stato ripubblicato sull'etichetta di Taylor, Flower Moon Records.

## Nella cultura di massa
- Sleep è apparso sia nel film Il diavolo veste Prada (2006) che nell'episodio Fly away della prima stagione della serie Cold Case.
- Displaced è apparso nell'episodio Seeing Red della serie Buffy l'ammazzavampiri della stagione 6 e anche nella Stagione 2, episodio 12 The Slump di Felicity.[5]
- Rise è apparso nel film Winter Passing (2005).

## Tracce
1. Sleep – 5:03
2. Displaced – 3:41
3. Don't Make a Sound – 3:06
4. Untitled – 0:38
5. Another Week – 3:13
6. Rise – 5:20
7. 4th of July – 4:13
8. Safe and Sound – 3:03
9. Fever – 4:40
10. For No One – 3:16
11. How Will You Survive – 3:17